# 茹安维尔
茹安维尔（法語發音：[ʒwɛ̃vil] ⓘ），法国东北部城市，大东部大区上马恩省的一个市镇，隶属于圣迪济耶区，其市镇面积为18.94平方公里，2022年1月1日时人口数量为2,944人，在法国城市中排名第3,765位。
茹安维尔位于上马恩省北部，马恩河畔，是一个区域性的中心城市，多条公路在此交汇，因同名贵族头衔而闻名，吉斯公爵克洛德出生于此地。

## 地名来源
根据当地官方网站的论述，“Joinville”一名可能出自古罗马骑士统领弗拉维乌斯·约维努斯，他被认为是茹安维尔的城市缔造者。

## 历史

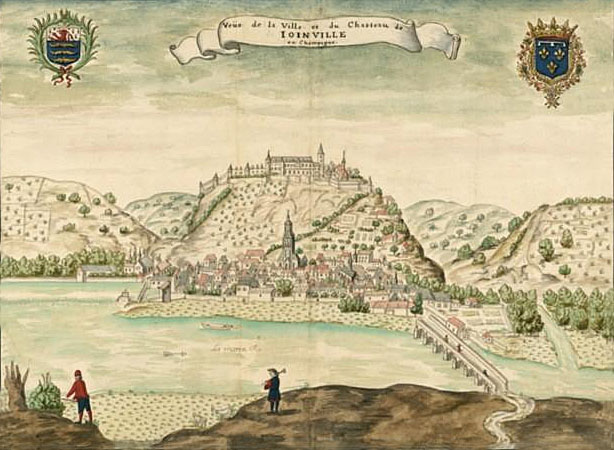
17世纪的茹安维尔（绘画）

茹安维尔的早期历史尚不清楚。根据当地官方网站的论述，公元345年，古罗马将军尤利安征服了一个名叫“Gerlains”的部落，他手下的统领弗拉维乌斯·约维努斯在马恩河畔修建了城墙及城堡以安置Gerlains居民，此乃茹安维尔的前身。公元1027年，领主沃的艾蒂安在此兴建上方城堡，由此开创了茹安维尔家族。1163年，茹安维尔境内建成了圣洛朗教堂。1258年，茹安维尔获得自由贸易宪章。神圣罗马帝国皇帝查理五世于1544年占领并烧毁了茹安维尔，后被当地领主洛林的克洛德恢复重建。克洛德于1548年与波旁女爵安托瓦内特联姻，由此创建了吉斯家族。而茹安维尔也于1552年被亨利二世赐予亲王国的地位。16至17世纪间，茹安维尔境内兴建了多处文艺复兴风格的建筑。17世纪末，吉斯家族绝嗣。法国大革命后，茹安维尔成为上马恩省的一个市镇，上方城堡于1791年被拆毁。1818年出生的奥尔良公爵弗朗索瓦被授予“茹安维尔亲王”的头衔，他于1843年与巴西公主弗朗西丝卡联姻，其婚礼举办地被命名为Joinville。工业革命期间，马恩河沿岸兴建人工渠道，途径茹安维尔的布莱姆-欧西涅蒙—肖蒙铁路于1857年建成通车。二战期间，茹安维尔曾被纳粹德军攻占，后于1944年8月31日被解放。2015年，茹安维尔被授予“法国特色小城”的称号。

## 地理

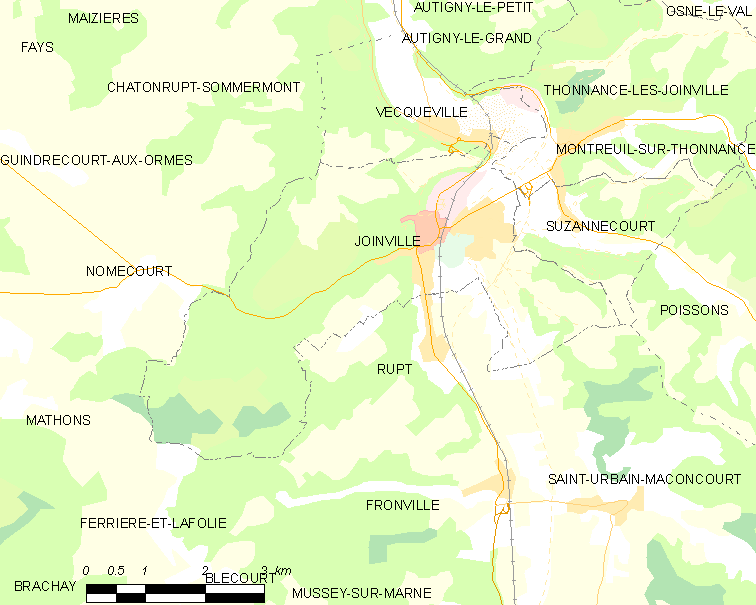
茹安维尔市镇范围地图

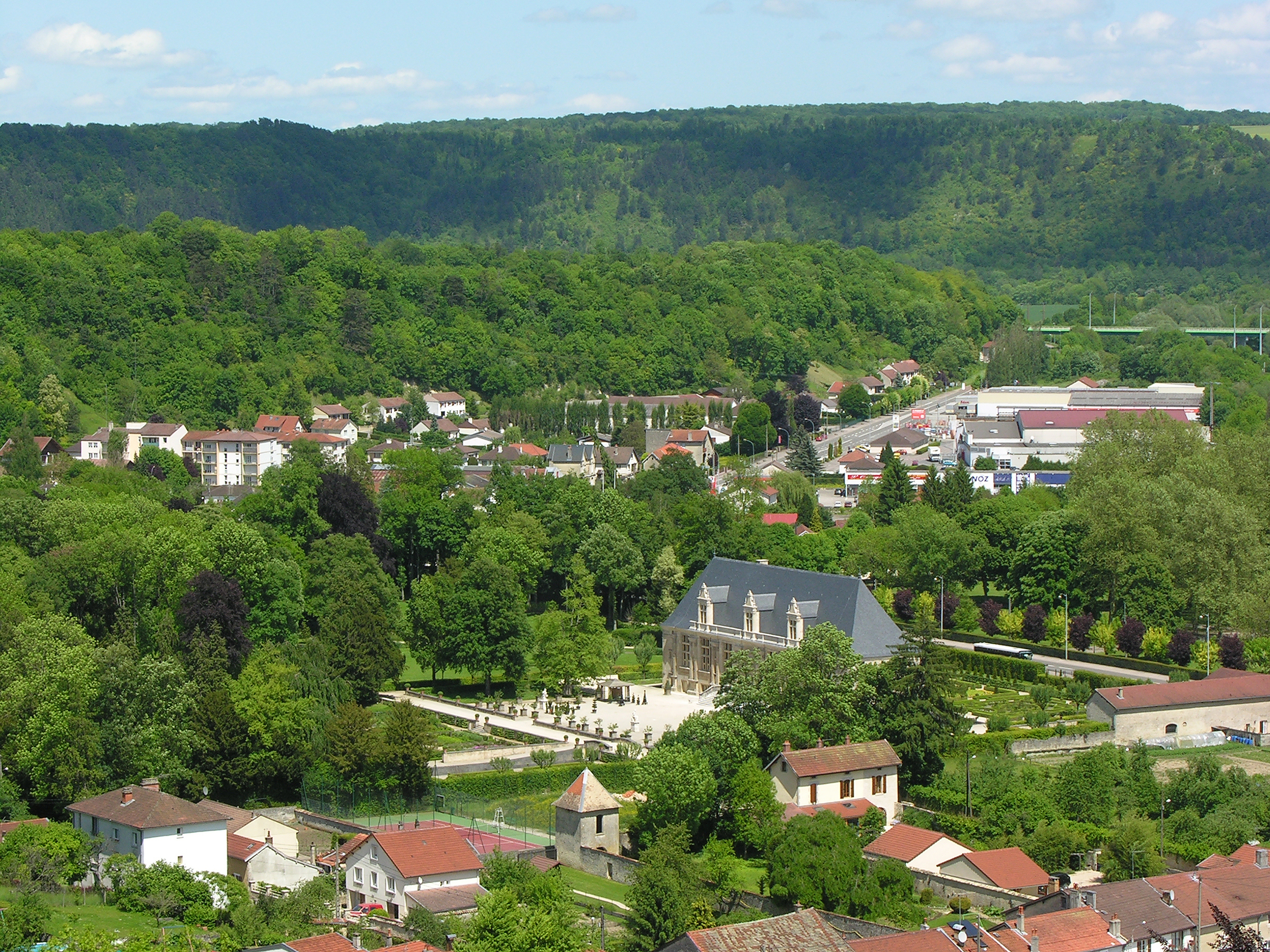
茹安维尔附近的自然景观

茹安维尔位于法国东北部，大东部大区中部和上马恩省北部，距离省会肖蒙大约42公里。与茹安维尔接壤的市镇包括：沙通吕-索梅尔蒙、费里耶尔和拉福利、弗龙维尔、马通、诺梅库尔、吕村、圣于尔班-马孔库尔、苏珊库尔、托南斯莱茹安维尔和韦克维尔。

### 地形
茹安维尔位于马恩河上游谷地，境内以丘陵和浅丘为主，市镇中心位于一处河谷内，核心区域地势较为平坦，西侧为格雷维斯岭（Côte de Grévisse）、瓦西谷（Val de Wassy）及牛群岭（Côte aux Vaches），地势起伏明显，全境海拔在181到350米之间。

### 水文
马恩河谷自南向北蜿蜒流经茹安维尔，该河在茹安维尔市区分为两条水道，其中西侧水道流经镇中心；此外人工开凿的香槟-勃艮第运河从马恩河右岸平行通过。

### 植被
茹安维尔属于温带阔叶混交林区，林地广泛分布于河谷地带，市区西侧为茹万维尔树林（Bois de Joinville），镇中心北侧的小树林花园（Jardin du Petit Bois）是当地主要的城市绿地。
在鲜花城市的评比中，茹安维尔被评为3星级鲜花城市。

### 气候
茹安维尔在柯本气候分类法中属于温带海洋性气候（Cfb）。
距离茹安维尔最近的常年气象站位于舍维永境内，以下为该气象站的数据（其中日照数据取自圣迪济耶气象站）：
| 舍维永 1981年－2019年 | 舍维永 1981年－2019年 | 舍维永 1981年－2019年 | 舍维永 1981年－2019年 | 舍维永 1981年－2019年 | 舍维永 1981年－2019年 | 舍维永 1981年－2019年 | 舍维永 1981年－2019年 | 舍维永 1981年－2019年 | 舍维永 1981年－2019年 | 舍维永 1981年－2019年 | 舍维永 1981年－2019年 | 舍维永 1981年－2019年 | 舍维永 1981年－2019年 |
| 月份                  | 1月                   | 2月                   | 3月                   | 4月                   | 5月                   | 6月                   | 7月                   | 8月                   | 9月                   | 10月                  | 11月                  | 12月                  | 全年                  |
| --------------------- | --------------------- | --------------------- | --------------------- | --------------------- | --------------------- | --------------------- | --------------------- | --------------------- | --------------------- | --------------------- | --------------------- | --------------------- | --------------------- |
| 历史最高温 °C（°F）   | 16.5 (61.7)           | 19.2 (66.6)           | 24.6 (76.3)           | 29.3 (84.7)           | 32.7 (90.9)           | 37.1 (98.8)           | 37.9 (100.2)          | 40.1 (104.2)          | 32.6 (90.7)           | 27.4 (81.3)           | 24.2 (75.6)           | 16.3 (61.3)           | 40.1 (104.2)          |
| 平均高温 °C（°F）     | 6.1 (43.0)            | 7.8 (46.0)            | 11.7 (53.1)           | 15.7 (60.3)           | 20.3 (68.5)           | 23.5 (74.3)           | 25.6 (78.1)           | 25.1 (77.2)           | 20.6 (69.1)           | 15.9 (60.6)           | 9.8 (49.6)            | 6.1 (43.0)            | 15.7 (60.3)           |
| 日均气温 °C（°F）     | 3.1 (37.6)            | 4.2 (39.6)            | 6.9 (44.4)            | 10 (50)               | 14.4 (57.9)           | 17.4 (63.3)           | 19.4 (66.9)           | 19.1 (66.4)           | 15.1 (59.2)           | 11.5 (52.7)           | 6.6 (43.9)            | 3.5 (38.3)            | 10.9 (51.6)           |
| 平均低温 °C（°F）     | 0.1 (32.2)            | 0.5 (32.9)            | 2.1 (35.8)            | 4.2 (39.6)            | 8.6 (47.5)            | 11.4 (52.5)           | 13.3 (55.9)           | 13 (55)               | 9.7 (49.5)            | 7 (45)                | 3.4 (38.1)            | 1 (34)                | 6.2 (43.2)            |
| 历史最低温 °C（°F）   | −16.4 (2.5)           | −16.2 (2.8)           | −15.4 (4.3)           | −6.9 (19.6)           | −0.9 (30.4)           | 1.7 (35.1)            | 5 (41)                | 4 (39)                | −0.3 (31.5)           | −5.5 (22.1)           | −11.8 (10.8)          | −17.4 (0.7)           | −17.4 (0.7)           |
| 平均降水量 mm（）     | 84 (3.3)              | 86.2 (3.39)           | 75 (3.0)              | 74 (2.9)              | 76.6 (3.02)           | 61.5 (2.42)           | 84 (3.3)              | 92.2 (3.63)           | 80.4 (3.17)           | 91.5 (3.60)           | 90.6 (3.57)           | 103.5 (4.07)          | 999.5 (39.35)         |
| 月均日照時數          | 66.4                  | 80.3                  | 136.8                 | 174.2                 | 210.7                 | 220                   | 228                   | 220.5                 | 166.3                 | 117.7                 | 58.4                  | 47.6                  | 1,726.9               |
| 来源：infoclimat.fr   |                       |                       |                       |                       |                       |                       |                       |                       |                       |                       |                       |                       |                       |

## 行政区划
茹安维尔的市镇编号为52250，邮政编号为52300。
在行政管理方面，茹安维尔隶属于法国大东部大区上马恩省圣迪济耶区；在地方选举方面，茹安维尔是茹安维尔县的中央投票站所在地，其市镇范围全境被划入上马恩省第二选区；在社会管理方面，茹安维尔是香槟茹安维尔地区市镇公共社区的办公驻地。
截至2024年3月，茹安维尔市镇范围内暂无任何城市敏感街区及城市政策优先街区。
法国国家统计与经济研究所（简称）在进行数据统计时，将茹安维尔及相邻的另外4个市镇设为茹安维尔城市核心区（Unité urbaine de Joinville）及茹安维尔城市区（Aire urbaine de Joinville）。自2020年起，茹安维尔城市区被包含31个市镇的茹安维尔城市辐射区代替。此外，还将茹安维尔市镇整体看作一个“块区”（IRIS），以便于统计人口分布情况。

## 交通

### 公路
法国国道N67线和上马恩省省道D60线、D126线、D197线、D200线在茹安维尔境内交汇。大东部大区公共交通（商业名称为“Fluo Grand Est”）下属的上马恩省城际客运52M001线经停茹安维尔，每周三开行，可通往罗什-贝坦库尔。
| 24 | 52 |

| 肖蒙 | 45 |

| 圣迪济耶 | 31 |

| 瓦西 | 19 |

2020年，55.3%的茹安维尔家庭拥有至少一辆私人汽车。2021年，茹安维尔境内共发生各类交通事故1起，造成1人遇难。

### 铁路

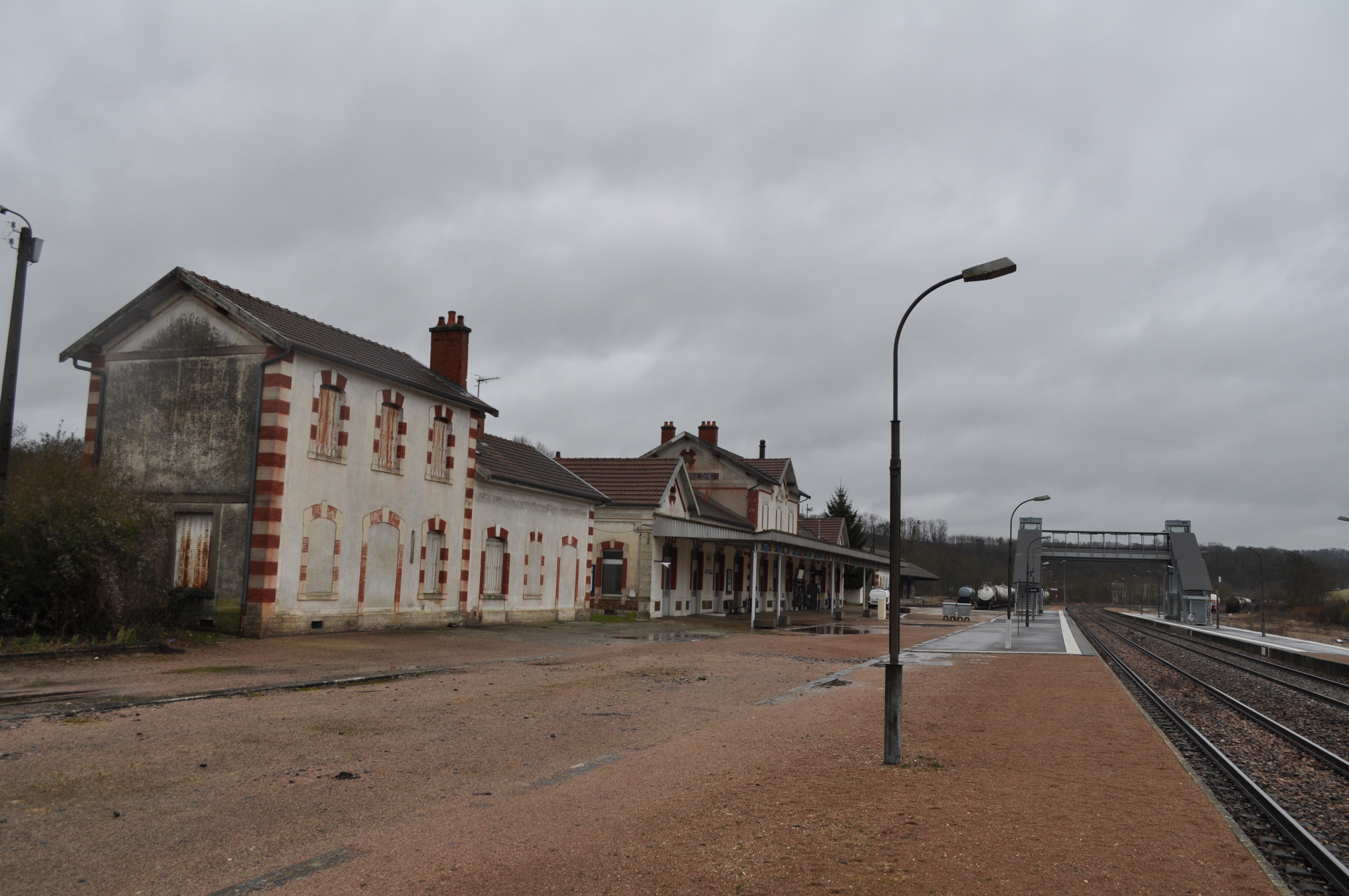
茹安维尔火车站

茹安维尔位于布莱姆-欧西涅蒙—肖蒙铁路和热桑—索尔西铁路交汇处。茹安维尔站位于市区东侧，停靠往返于圣迪济耶和肖蒙一线的区域列车，部分班次可直通兰斯。

### 航空
茹安维尔市区以南约10公里外为茹安维尔-米塞飞行场，可供滑翔机起降。
茹安维尔距离巴黎-沙隆机场的公路里程大约98公里。

### 城市公共交通
截至2024年3月，茹安维尔暂无城市公共交通系统。

## 政治

### 市政内阁

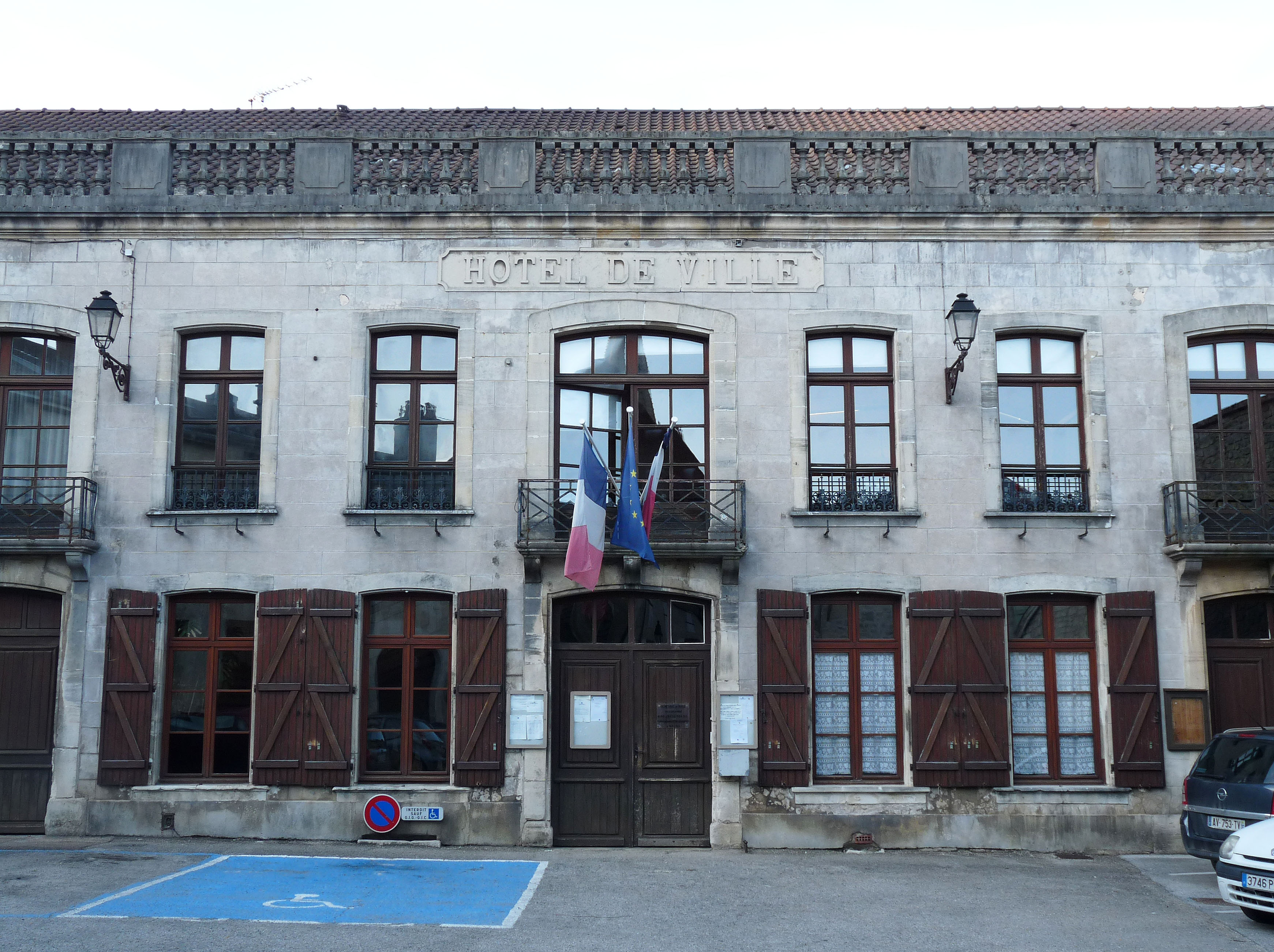
茹安维尔市政厅

茹安维尔的现任市长为贝特朗·奥利维耶先生（Bertrand OLLIVIER），他是一名右翼无党派人士，在2020年的市政选举中获得了60.94%的支持率。
| 茹安维尔历届市长 | 茹安维尔历届市长                  | 茹安维尔历届市长              |
| 任期             | 市长                              | 党派                          |
| ---------------- | --------------------------------- | ----------------------------- |
| 1944年－1958年   | Albert GIGOUX 阿尔贝·吉古         | 不详                          |
| 1958年－1971年   | Raymond HANIN 雷蒙·阿南           | RPF法国人民联盟 →RI独立激进党 |
| 1971年－2001年   | Jacques LEMOINE 雅克·勒穆瓦纳     | DVD右翼无党派人士             |
| 2001年－2006年   | Daniel JACOMME 达尼埃尔·雅科姆    | DVD右翼无党派人士             |
| 2006年－         | Bertrand OLLIVIER 贝特朗·奥利维耶 | DVD右翼无党派人士             |

### 各级选举
| 茹安维尔历届投票选举结果 | 茹安维尔历届投票选举结果 | 茹安维尔历届投票选举结果 | 茹安维尔历届投票选举结果 | 茹安维尔历届投票选举结果            | 茹安维尔历届投票选举结果 | 茹安维尔历届投票选举结果 | 茹安维尔历届投票选举结果            | 茹安维尔历届投票选举结果 | 茹安维尔历届投票选举结果 |
| 选举项目                 | 选举范围                 | 选区单位                 | 选区单位内的选举结果     | 选区单位内的选举结果                | 选区单位内的选举结果     | 选区单位内的选举结果     | 选区单位内的选举结果                | 选区单位内的选举结果     | 参考资料                 |
| 选举项目                 | 选举范围                 | 选区单位                 | 第一轮胜出者             | 第一轮胜出者                        | 支持率                   | 第二轮胜出者             | 第二轮胜出者                        | 支持率                   | 参考资料                 |
| ------------------------ | ------------------------ | ------------------------ | ------------------------ | ----------------------------------- | ------------------------ | ------------------------ | ----------------------------------- | ------------------------ | ------------------------ |
| 2017年法國總統選舉       | 法國                     | 市镇                     |                          | 玛丽娜·勒庞                         | 30.57%                   |                          | 埃马纽埃尔·马克龙                   | 54.93%                   | [ 28 ]                   |
| 2017年法国立法选举       | 上马恩省第二选区         | 市镇                     |                          | 弗朗索瓦·科尔尼-让蒂耶              | 29.75%                   |                          | 弗朗索瓦·科尔尼-让蒂耶              | 68.43%                   | [ 28 ]                   |
| 2019年欧洲议会选举       | 法國                     | 市镇                     |                          | 若尔丹·巴尔代拉                     | 34.66%                   | （不适用）               | （不适用）                          | （不适用）               | [ 30 ]                   |
| 2021年法国省级选举       | 上马恩省                 | 县                       |                          | 阿斯特里德·迪图利奥 贝特朗·奥利维耶 | 48.46%                   |                          | 阿斯特里德·迪图利奥 贝特朗·奥利维耶 | 59.04%                   | [ 31 ]                   |
| 2021年法国省级选举       | 上马恩省                 | 市镇                     |                          | 阿斯特里德·迪图利奥 贝特朗·奥利维耶 | 60.32%                   |                          | 阿斯特里德·迪图利奥 贝特朗·奥利维耶 | 70.94%                   | [ 31 ]                   |
| 2021年法国大区选举       | 大東部大區               | 市镇                     |                          | 让·罗特纳                           | 34.22%                   |                          | 让·罗特纳                           | 40.31%                   | [ 32 ]                   |
| 2022年法国总统选举       | 法國                     | 市镇                     |                          | 玛丽娜·勒庞                         | 30.84%                   |                          | 玛丽娜·勒庞                         | 51.94%                   | [ 28 ]                   |
| 2022年法国立法选举       | 上马恩省第二选区         | 市镇                     |                          | 洛朗丝·罗贝尔-德奥                  | 33.25%                   |                          | 弗朗索瓦·科尔尼-让蒂耶              | 52.87%                   | [ 28 ]                   |

## 人口
2021年，茹安维尔市镇人口数量为2,972，在法国排名第3,765位。其中男性1,377人，女性1,624人，75岁及以上人口占15.1%，外籍人口数量为147人，人口密度为157人/平方公里，当地居民被称为（男性）或（女性）。2022年，茹安维尔境内出生23人，死亡人口82人。
| 茹安维尔1901年－2021年人口变化情况 |
|                                    |
| 数据来源：Cassini、INSEE           |

## 经济

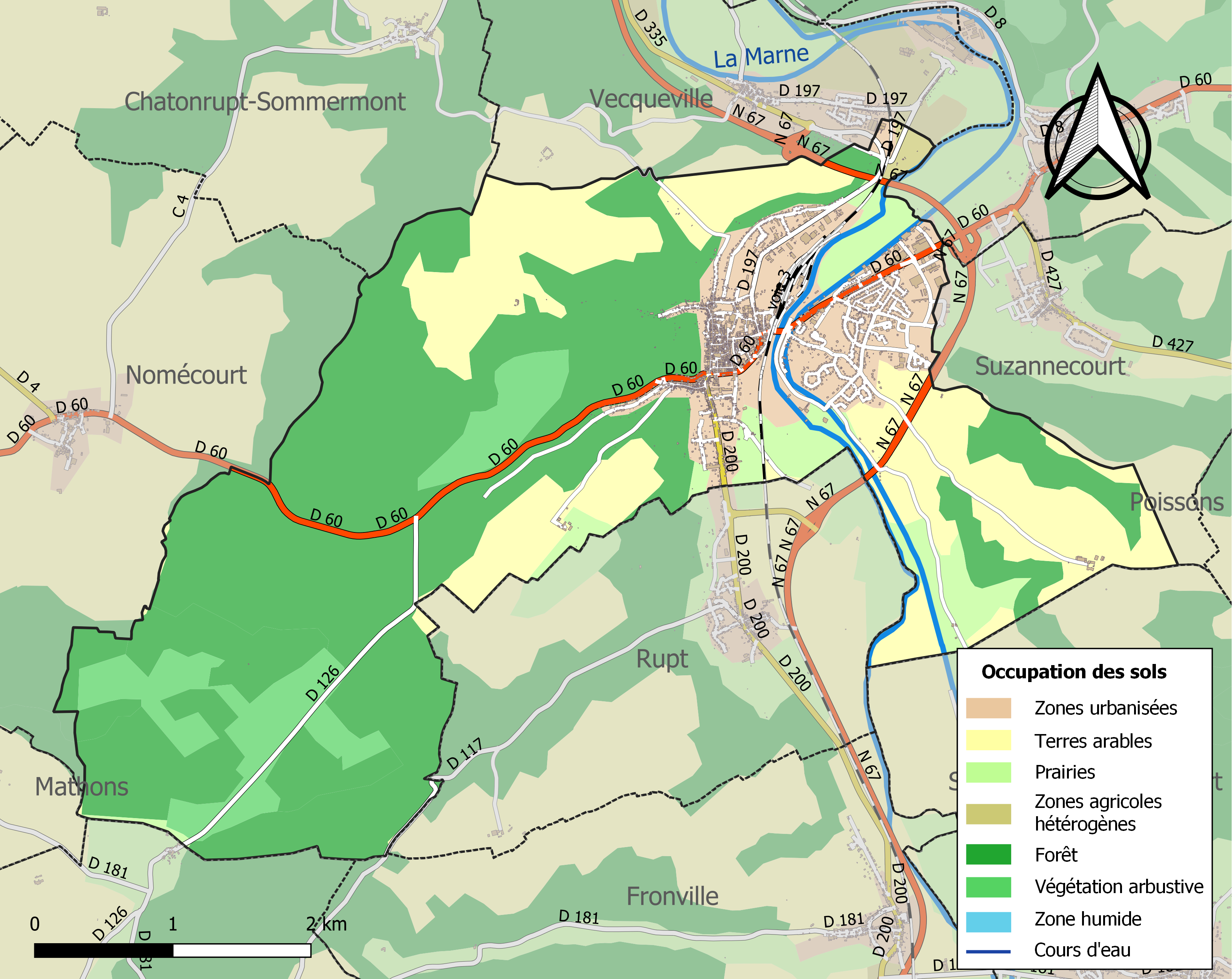
茹安维尔土地利用情况地图

茹安维尔是一个区域性的中心城市。截至2024年3月，茹安维尔市镇范围内共有各类用人单位（包含自雇）457家，平均历史为19年，其中99.57%为中小型企业（PME），2024年1月至3月间，当地的经济活力指数为0.22%。（汽车电子配件制造）、（水阀）及（汽修）是当地2021年营业额最高的三个企业，分别为13,813,888欧元、2,150,319欧元和1,771,470欧元。

## 财政与居民收入
2022年，茹安维尔的财政收入总额为3,495,660欧元，财政支出总额为3,765,230欧元，当年的债务总额为4,170,110欧元。2022年，茹安维尔市镇通过增值税获得230,220欧元的收入，此外当地还共获得了1,186,720欧元的国家直接财政补助。
| 茹安维尔居民收入情况                             | 茹安维尔居民收入情况 | 茹安维尔居民收入情况  | 茹安维尔居民收入情况 |
| 内容                                             | 茹安维尔             | 法国                  | 统计年份             |
| ------------------------------------------------ | -------------------- | --------------------- | -------------------- |
| 征税家庭总数                                     | 1,386                | 1,081（法国市镇平均） | 2022年               |
| 居民平均月收入                                   | 2,039欧元            | 2,435欧元             | 2022年               |
| 高级职员人均月收入                               | 3,365欧元            | 4,331欧元             | 2021年               |
| 中级职员人均月收入                               | 2,282欧元            | 2,470欧元             | 2021年               |
| 普通职员人均月收入                               | 1,667欧元            | 1,801欧元             | 2021年               |
| 贫困率                                           | 29%                  | 14.5%                 | 2020年               |
| 青壮年（15至64岁）失业率                         | 23.7%                | 7.4%                  | 2020年               |
| 征税家庭数量占比                                 | 29.9%                | 45.5%                 | 2020年               |
| 家庭年均纳税                                     | 2,366欧元            | 4,393欧元             | 2022年               |
| 资料来源：INSEE、L'Internaute、Le Journal du Net |                      |                       |                      |

## 社会事务

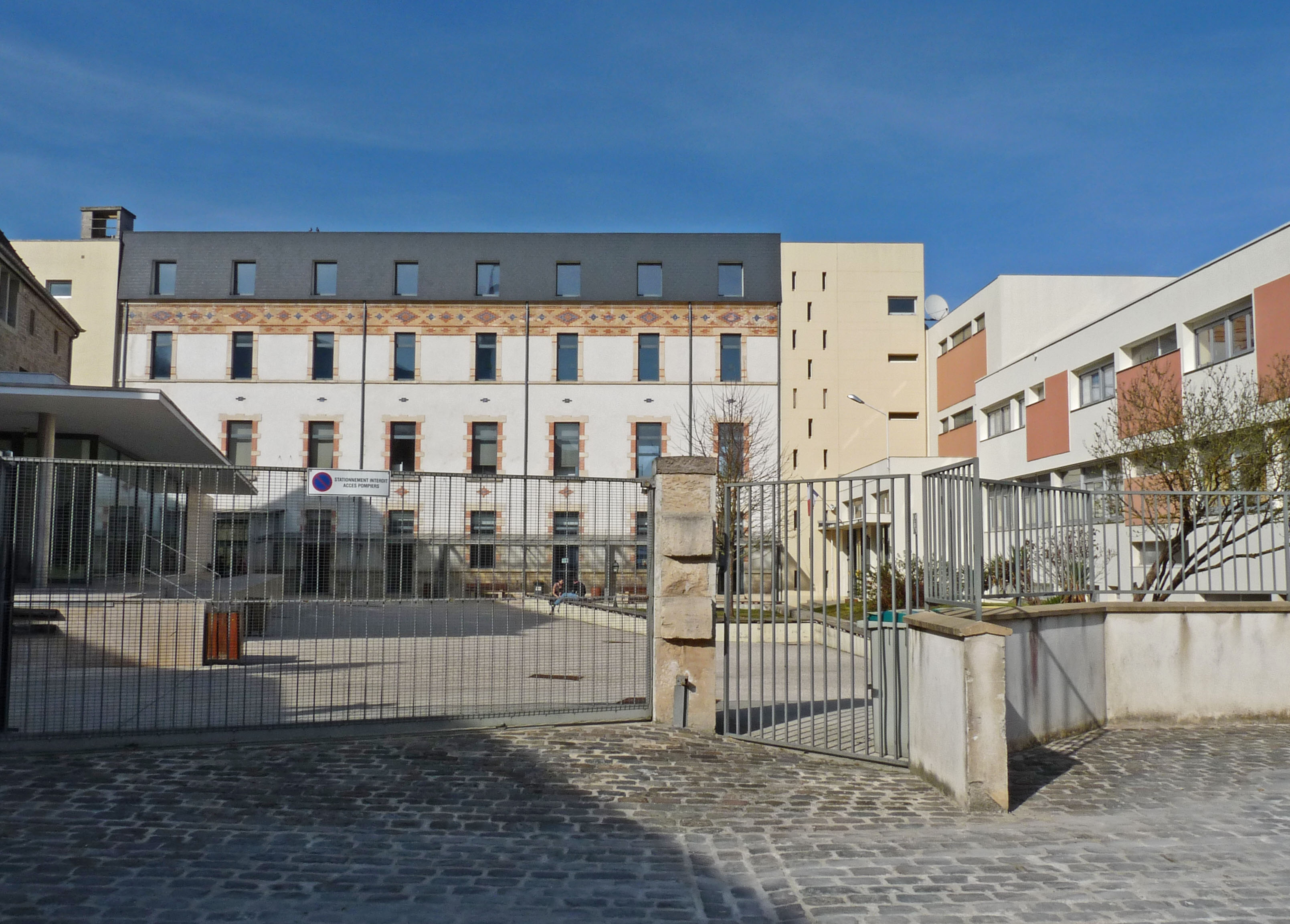
菲利普三世高级中学

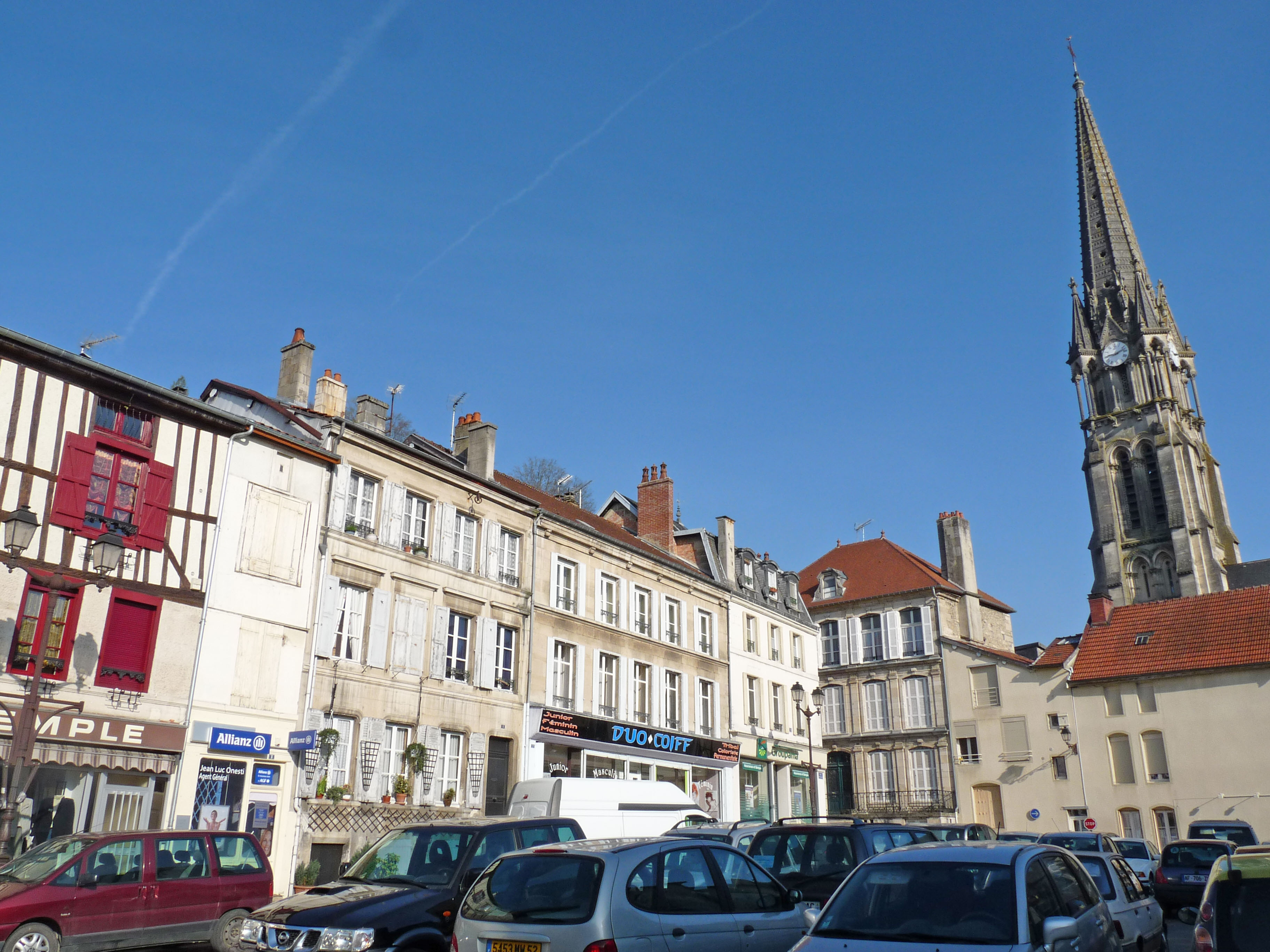
镇中心的集市大堂广场

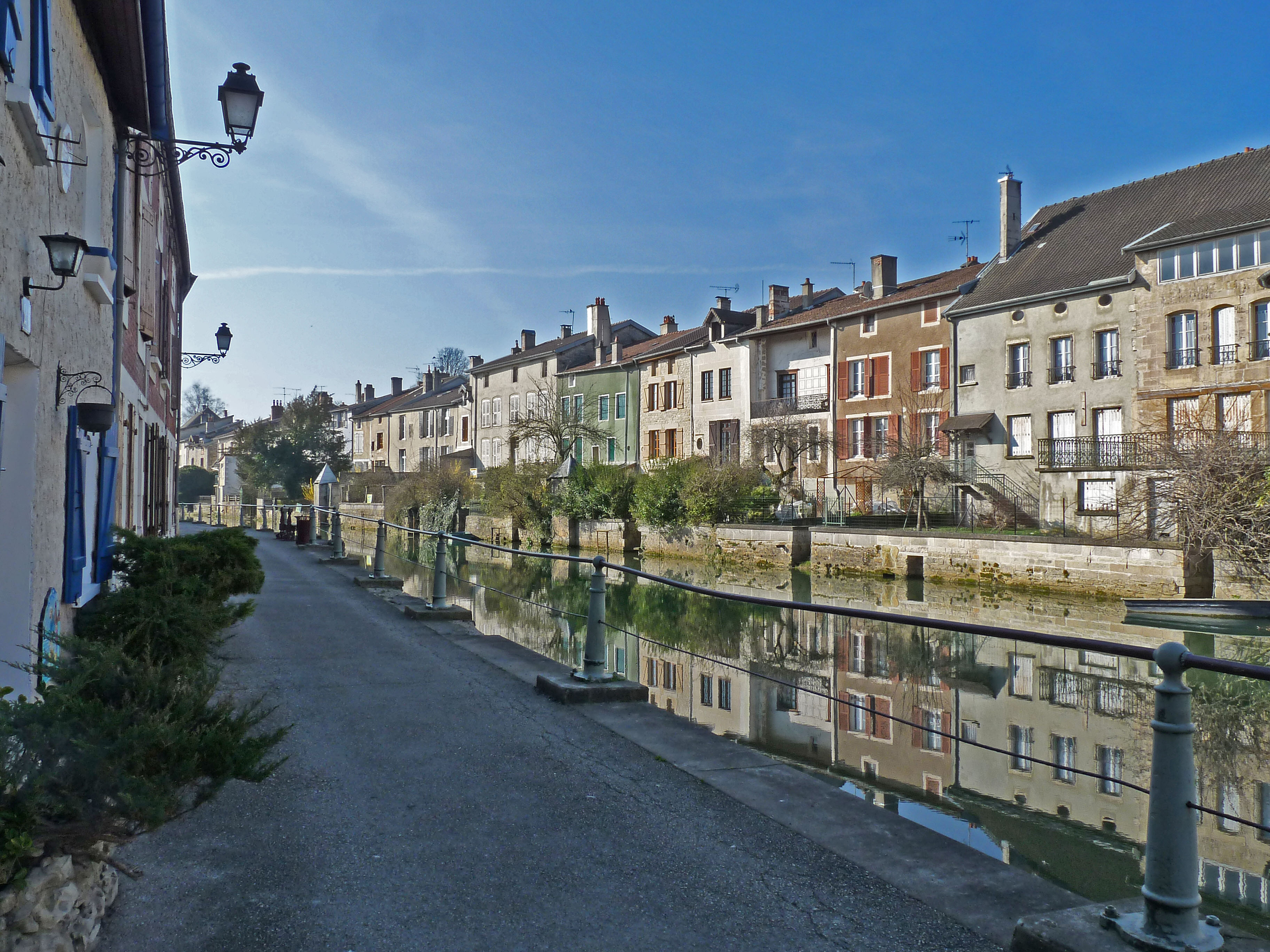
佩索河边街

### 教育
茹安维尔属于兰斯学区。截至2021年1月1日，茹安维尔境内共有1所幼儿园、2所小学、1所初级中学和1所普通高中。2021至2022学年度，茹安维尔境内共有在校中等教育阶段学生608名。

### 医疗
截至2021年1月1日，茹安维尔境内共有全科医生7名、保健师5名、牙医2名、护士9名和助产士1名。境内共有药房4家、养老院1家、残疾人帮扶中心1家。
茹安维尔医院（Hôpital de Joinville）是法国的一个区域性医疗机构，其主病区医院茹安维尔市区南部，该院设有床位226个。

### 住房
2020年，茹安维尔境内共有各类住房1,987套，其中64.3%为独立式住宅，35.6%为集中式住宅。常住房屋占茹安维尔市镇范围内居民建筑总量的74.5%。
在住房保障政策方面，2022年，茹安维尔境内共有491户家庭获得了住房经济补助，受益人数占总人口数量的16.5%，其中482份为房租补助。

### 商业
2021年，茹安维尔境内共有各类实体商铺98家，其中餐厅8家、大型超市5家、杂货店2家、面包房6家、肉铺3家、书店2家、银行门店4家、美容美发店10家、汽车维修店10家。茹安维尔镇中心建有一家Lidl超市，市区东部有一家Super U商场，市区北部则有Intermarché和Aldi大型超市。

### 体育
2021年，茹安维尔境内共有3间体育馆、3处网球场、2处足球或橄榄球场以及2处篮球或排球场。
截至2024年3月，茹安维尔-韦克维尔俱乐部（Football Club Joinville-Vecqueville，编号550812）是茹安维尔境内唯一的一家注册足球俱乐部，其主队2023至2024赛季参加上马恩省足球联赛甲组（法国第九级别），其主场为马塞尔·瓦里诺球场（Stade Marcel Varinot）。

### 环境
茹安维尔的环境事务由其所属的香槟茹安维尔地区市镇公共社区联合各级政府协调负责。2021年，茹安维尔境内共有1家污染企业。

### 治安
2021年，茹安维尔市镇范围内有1处宪兵队。
茹安维尔及其附近的共107个市镇是圣迪济耶国家宪兵队（zone gendarmerie de Saint-Dizier）的管辖范围。2020年，该宪兵队累计记录各类案件1,413起，其中盗窃类案件743起，经济类案件201起，毒品交易类案件54起。

## 文化

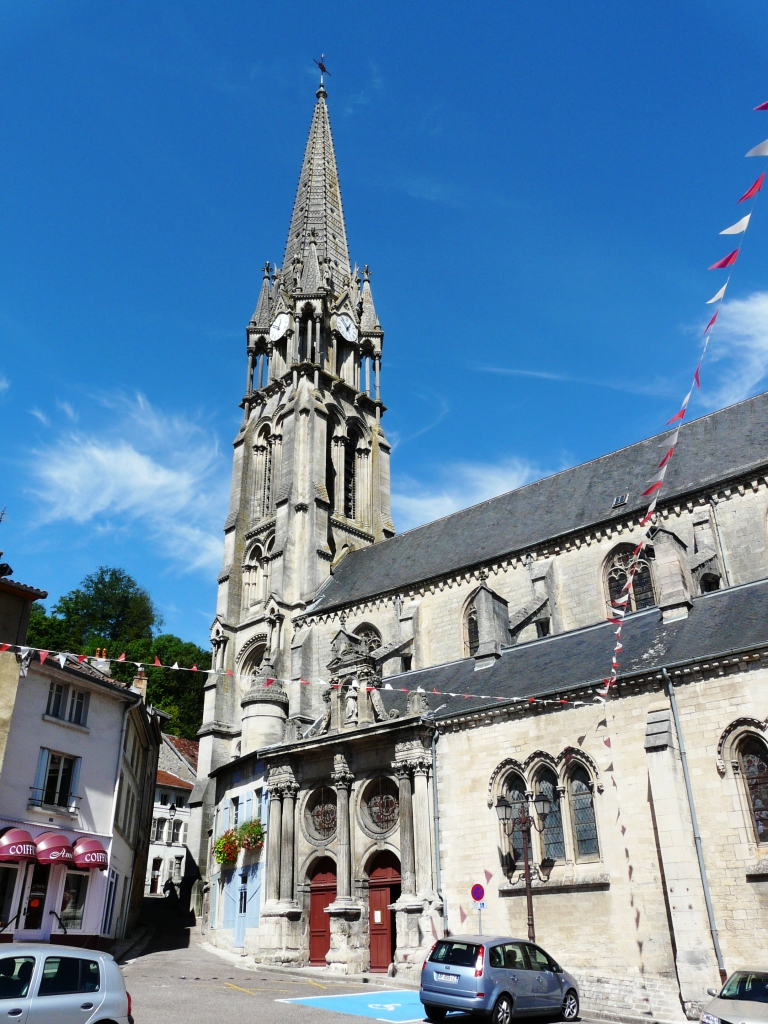
圣母教堂

2021年，茹安维尔境内暂无任何文化设施。茹安维尔境内建有市政多媒体中心（Médiathèque municipale），每周二、三、五、六向公众开放。

### 建筑
茹安维尔境内有多处历史建筑，其中大花园城堡、圣母教堂（Église Notre-Dame）等为法国国家文物保护单位。

### 旅游
茹安维尔的旅游事务由其所属的香槟茹安维尔地区市镇公共社区联合各级政府协调负责。2023年，茹安维尔境内共有2家酒店共计33间房间。

### 媒体
法国主要的媒体均可在茹安维尔接收，法国电视三台下属的大东部大区频道在部分时段播出茹安维尔所在上马恩省的地方新闻。《上马恩省日报》、《上马恩之声》、蓝色法兰西香槟-阿登广播、香槟广播等是当地主要的地方性媒体。

## 相关人物
吉斯公爵克洛德、夏尔一世·德·吉斯、天主教教士路易-马里·卡夫罗、作曲家弗朗索瓦·德维安纳、法国将军勒内·康坦和保罗·迈斯特尔出生于茹安维尔。

## 友好城市
截至2024年3月，茹安维尔共与两座城市建立了友好城市关系：
- 德国 德赖艾希
- 英格兰 白金汉